# Эффективный интервал
Интервал оптических плотностей любого печатного процесса можно определить как разность плотностей сплошного красочного слоя и незапечатанной бумаги. Однако, при печати полутоновых изображений, рабочим интервалом оптических плотностей является меньший интервал, ограниченный с одной стороны, оптической плотностью поля с минимальными, устойчиво воспроизводимыми печатными элементами, а с другой стороны, оптической плотностью поля с минимальными, устойчиво воспроизводимыми пробелами.

## Размеры
Абсолютные размеры минимальных пробела и печатающего элемента различны даже в одном и том же способе печати. Они являются в некотором роде эквивалентом уровня собственных шумов репродуктивного процесса. Размеры определяются гладкостью бумаги, типом печатной машины, свойствами формы и краски, спецификой взаимодействия краски с формой и бумагой в печатном процессе. Минимальный пробел и печатающий элемент приблизительно равны. Они составляют 20-25 мкм для качественной офсетной печати на мелованой бумаге. В газетной высокой печати это 80-100 мкм. Минимальный пробел и печатающий элемент служат определяющим фактором для выбора линеатуры автотипного растра. Относительная площадь растровых точек для «белого» обычно составляет 3-5 %. Для «черного» −95-97 %. Эти предельные величины отражают приемлемый, найденный в многолетней практике компромисс чёткости и плавной тонопередачи.